# Le Vaisseau de pierre (musique)
Albums de Tri Yann
Café du bon coin Belle et rebelle
Le Vaisseau de pierre est le huitième album du groupe Tri Yann, paru en 1988. Double album vinyle, il est basé sur la bande dessinée éponyme de 1976 écrite par Pierre Christin et dessinée par Enki Bilal. Gilles Servat a écrit les paroles de quatre titres en breton, dont Kimiad eur paour kaez den oblijet da guitad e vro. La couverture de l'album reprend celle de l'une des éditions de la bande dessinée. Les noms des principaux personnages sont conservés, à l'exception du promoteur immobilier « Lastapie » qui devient « Pégrouillot » dans l'album musical.

## Titres
| No  | Titre                                                                                | Durée |
| --- | ------------------------------------------------------------------------------------ | ----- |
| 1.  | Musik glaz (Tri Yann)                                                                | 1:54  |
| 2.  | Digoradur (Tri Yann)                                                                 | 3:17  |
| 3.  | L'Abordage de l'Avelenn - Les Matins de chagrin (Tri Yann)                           | 4:36  |
| 4.  | With a Bing-tow-row-row (Tri Yann - Tri Yann/Christian Vignoles)                     | 2:28  |
| 5.  | L'Ouverture du chantier - Sonnerezh koz - Quiemboi (Tri Yann/Roland Alin - Tri Yann) | 5:20  |
| 6.  | Gavotten nevez war sujet mouilc'hi tromilio (Gilles Servat - Tri Yann)               | 2:50  |
| 7.  | Un soir à Tréhoët (Tri Yann)                                                         | 3:36  |
| 8.  | Klemnou ha meleudi (Tri Yann)                                                        | 3:38  |
| 9.  | Cantic war sujet an anaon (Tri Yann d'après le Barzaz Breiz - Tri Yann)              | 3:45  |
| 10. | Chant des anciens (Tri Yann)                                                         | 4:30  |
| 11. | Musik gwenn (Tri Yann)                                                               | 1:57  |
| 12. | Le Plus Dur Métier (Tri Yann)                                                        | 3:25  |
| 13. | Les Préparatifs du déménagement (Tri Yann - Tri Yann/Christian Vignoles)             | 250   |
| 14. | Kimiad eur paour kaez den oblijet da guitad e vro (Gilles Servat - Tri Yann)         | 2:25  |
| 15. | Les Guerriers d'une nuit (Tri Yann)                                                  | 3:39  |
| 16. | Histoire du bateau blanc changé en goéland (Tri Yann)                                | 3:56  |
| 17. | Kan bale ar re varo (Gilles Servat - Tri Yann)                                       | 7:21  |
| 18. | Gwerz inimaginabl war disparti lestr a vaen (Gilles Servat - Tri Yann)               | 4:15  |
| 19. | Les Lambeaux de l'enfance (Tri Yann)                                                 | 4:27  |
| 20. | L'En dro vert (Tri Yann)                                                             | 3:44  |
| 21. | Le Reel de Louis-Marie (sur la version vinyle) (Tri Yann)                            | 3:08  |

## Musiciens
- Jean Chocun : chant, guitare acoustique
- Jean-Paul Corbineau : chant
- Jean-Louis Jossic : chant, bombarde
- Gérard Goron : chant, batterie acoustique et électronique, programmation rythmique, percussions, guitare électrique
- Bruno Sabathé : chant, synthétiseurs, piano
- Louis-Marie Séveno : chant, violon, flûtes, percussions, basse

avec la participation de
- Christian Vignoles : guitares acoustiques et électriques
- Bruno Rouzic et Pierre-Claude Arthus : cornemuse
- Michel Clec'h, Hervé de Jacquelot et Alain Kerneur : bombardes
- Alain Cloatre : uilleann pipes
- Philippe Corcuff : trompette
- Jean-Louis Diamant : trombone
- Philippe Portejoie : saxophone
- Claude Ravaud : chant
- L'Ensemble choral du Bout du Monde et les Kanerien an Oriant : chœurs sous la direction de René Abjean